# Tetrametylammoniumhydroxid
Tetrametylammoniumhydroxid (TMAH eller TMAOH) är ett kvartärt (fyrställigt) ammoniumsalt med molekylformeln N(CH3)4+ OH− och är en av de enklaste medlemmarna i denna klass av organiska föreningar. Substansen förekommer i en (relativt) stabil fast form känd som pentahydrat.
Kommersiellt återfinns TMAH oftast i koncentrerade lösningar i vatten eller metanol. Dess fasta form och dess lösningar är färglösa eller gulaktiga när föroreningar förekommer. Även om TMAH är nästintill luktlös i sin rena form, så har lösningen ofta en stark fiskliknande lukt, härstammande från trimetylamin som är en vanlig förorening. TMAH har flera olika industriella och forskningsrelaterade tillämpningsområden.

## Kemi
Det är viktigt att notera att anhydrotiskt TMAH aldrig har kunnat isoleras. Den enda relativt stabila form i vilken substansen existerar är som pentahydrat, N(CH3)4OH·5H2O, och denna förening har givits CAS-nummer 10424-65-4. En trihydrat, C4H13NO·3H2O, har också rapporterats och har givits CAS-nummer 10424-66-5. TMAH är vanligast förekommande som vattenlösning i koncentrationer från ~2 till 25 % och mer sällan som löst i metanol. Dessa lösningar identifieras med CAS-nummer 75-59-2.

### Framställning
En av de tidigast rapporterade framställningarna av TMAH inom vetenskaplig litteratur är den av Walker och Johnston, som skapade föreningen genom att blanda tetrametylammoniumklorid och kaliumhydroxid i torr metanol, vari TMAH är lösligt till skillnad från kaliumklorid:
NMe4+Cl− + KOH → NMe4+OH− + KCl
Artikeln ger också anvisningar för isolering av TMAH i dess form som pentahydrat och noterar existensen av en trihydrat. Författarna betonar affiniteten som TMAH uppvisar ambient luftfuktighet och för koldioxid. Författarna rapporterade en smältpunkt kring 62–63 °C för pentahydraten och en löslighet i vatten runt 220 g/100 ml vid 15 °C.

### Egenskaper
TMAH är en väldigt stark bas.

### Anisotrop våtetsning
TMAH tillhör familjen för kvartära ammoniumhydroxidlösningar och används vanligen för att utföra etsning av kisel inom halvledarindustrin. Typiska etsningstemperaturer sträcker sig mellan 70 och 90 °C, medan vanligen använda koncentrationer går från 5 till 25 viktprocent TMAH i vatten. Etsningshastigheten av kisel (100) tenderar att öka med temperaturen och minska med ökande TMAH-koncentration. Substratets ytjämnhet efter etsning ökar med TMAH-koncentrationen och följaktligen kan jämna ytor uppnås med 20-procentiga TMAH-lösningar. Etsningshastigheter sträcker sig vanligen mellan 0,1 och 1 mikrometer per minut.